# ليكس بوس
ليكس بوس (بالهولندية: Lex Bos)‏ هو لاعب هوكي الحقل هولندي، ولد في 22 سبتمبر 1957 في تلبرغ في هولندا.

## وصلات خارجية
- ليكس بوس على موقع أوليمبيديا (الإنجليزية)